# Erster Schulabschluss
Der Erste Schulabschluss ist im Schulsystem der Bundesrepublik Deutschland der erste Schulabschluss der Sekundarstufe I, der üblicherweise am Ende der 9. Klasse der allgemeinbildenden Schule erworben werden kann.

## Länderspezifische Bezeichnungen
Die Bezeichnung Erster Schulabschluss wird nur in Nordrhein-Westfalen und in Schleswig-Holstein verwendet. Alternative Bezeichnungen der Bundesländern wurden von der Kultusministerkonferenz  vereinbart.
Der Name Hauptschulabschluss wird in Baden-Württemberg, Hessen, Niedersachsen, Saarland, Sachsen, Sachsen-Anhalt und  Thüringen verwendet.
In Berlin, Brandenburg heißt er Berufsbildungsreife,  in  Bremen Einfache Berufsbildungsreife, in Mecklenburg-Vorpommern und Rheinland-Pfalz Berufsreife, in Hamburg Erster allgemeinbildender Schulabschluss, in Bayern Erfolgreicher Abschluss der Mittelschule.

## Erwerb des Ersten Schulabschluss an mehreren Schulformen möglich
Der Erwerb des Ersten Schulabschlusses ist an mehreren Schulformen möglich, die in den Bundesländern unterschiedlich bezeichnet werden. Teilweise hat sich die Bezeichnung im Laufe der Jahre auch innerhalb der Bundesländer mehrmals geändert.
Die Kultusministerkonferenz beschloss im Dezember 1993 die Struktur des Schulwesens in den einzelnen Ländern in Hauptschule, Realschule, Gymnasium und Gesamtschule  zu organisieren „sowie ergänzend oder ersetzend als Förderstufe (Hessen), Mittelschule (Sachsen), Regelschule (Thüringen), Erweiterte Realschule (Saarland), Sekundärschule (Bremen, Sachsen-Anhalt), Integrierte Haupt- und Realschule (Hamburg), Verbundene oder Zusammengefasste Haupt- und Realschule (Berlin, Hessen, Mecklenburg-Vorpommern, Niedersachsen), Regionale Schule (Mecklenburg-Vorpommern, Rheinland-Pfalz), Oberschule (Brandenburg), Wirtschaftsschule (Bayern), Werkrealschule (Baden-Württemberg), Gemeinschaftsschule (Schleswig-Holstein)“
Dem Hauptschulabschluss kam dabei die folgende Bedeutung zu:  „Der Hauptschulabschluss wird zur Aufnahme einer dualen Berufsausbildung genutzt und berechtigt weiterhin zum Eintritt in das Berufsgrundbildungsjahr sowie unter bestimmten Voraussetzungen in Berufsfachschulen. Außerdem ist er Voraussetzung für den späteren Eintritt in bestimmte Fachschulen und Einrichtungen des Zweiten Bildungsweges.“

## Bedingungen für den Hauptschulabschluss
Der Hauptschulabschluss wird am Ende der 9. bzw. 10. Klasse (je nach Schulpflichtdauer) an einer Schule mit einem Hauptschulzweig oder einer Hauptschule im Bereich der Sekundarstufe I erworben.
„Der Hauptschulabschluss wird an der Hauptschule oder in Bildungsgängen, die diesen Abschluss vorsehen, erteilt, wenn in allen Fächern wenigstens ausreichende Leistungen vorliegen.“ Genaueres bestimmen die Prüfungs- und Ausbildungsordnungen des jeweiligen Bundeslandes.
Folgende Aufzählung gibt Möglichkeiten an, wie in Deutschland ein Hauptschul- oder vergleichbarer Abschluss erreicht werden kann. Anzumerken ist, dass in vielen Bundesländern nicht alle aufgezählten Wege möglich sind.
Einen Hauptschul- oder vergleichbaren Abschluss erreicht man in Deutschland
- eingeschlossen durch einen höheren Abschluss, z. B. Qualifizierender Hauptschulabschluss, Mittlere Reife,
- durch den erfolgreichen Abschluss einer Hauptschule oder einer Gesamtschule nach der 9. bzw. 10. Klasse.
- in einigen Bundesländern durch die Versetzung von der 9. in die 10. Klasse eines Gymnasiums oder einer Realschule,
- durch die Hauptschulabschlussprüfung nach der 9 bzw. 10. Klasse der Hauptschule,
- durch die Schulfremdenprüfung an einer diesen Abschluss vergebenden Schule,
- durch den erfolgreichen Abschluss einer Hauptschule nach der 10. Klasse in Nordrhein-Westfalen als sogenannten Hauptschulabschluss (Typ 10 A)
- durch das Bestehen einer Zusatzprüfung an folgenden beruflichen Schulen:

- Berufsvorbereitungsjahr beziehungsweise in Baden-Württemberg das Vorbereitungsjahr Arbeit und Beruf
- Abschluss in einem anerkannten Ausbildungsberuf
- einjährige Sonderberufsfachschule

- durch den erfolgreichen Abschluss eines gleichnamigen Kurses an der Abendhauptschule oder an der Volkshochschule
- durch Fernunterricht, der auf die Schulfremdenprüfung vorbereitet

## Erweiterter Hauptschulabschluss
In den Ländern Berlin, Brandenburg, Bremen, Hamburg, Mecklenburg-Vorpommern, Niedersachsen, Nordrhein-Westfalen und Schleswig-Holstein kann am Ende der Klasse 10 ein erweiterter Hauptschulabschluss oder die erweiterte Berufsbildungsreife erworben werden (Mittlere Reife). Letztere berechtigt – versehen mit entsprechendem Qualifikationsvermerk – zum Eintritt in die gymnasiale Oberstufe Sekundarstufe II.
In einigen Ländern gibt es den Qualifizierenden Mittelschulabschluss.

## Schulabgänger in Deutschland mit Hauptschulabschluss
Im Abgangsjahr 2016 beendeten 173.293 (2015: 170.731) Schüler ihre Schulzeit mit einem Hauptschulabschluss. Dies waren 2015 15 % eines Jahrgangs (im Jahr 2005 noch 22 %). Die Mädchenquote betrug etwa 40 %. Davon besuchten etwa 73.000 Schüler Hauptschulen, etwa 23.000 Integrierte Gesamtschulen, ferner etwa 44.000 übrige allgemeinbildende Schulen und etwa 31.000 berufliche Schulen.

## Schulabgänger in Deutschland ohne Hauptschulabschluss
Im Abgangsjahr 2016 beendeten 49.200 Schüler ihre Schullaufbahn ohne einen Hauptschulabschluss. Damit gelang es 6 % eines Jahrgangs nicht, mindestens einen Hauptschulabschluss zu erwerben. Dabei ist in allen ostdeutschen Bundesländern der Anteil überdurchschnittlich hoch. So verließen in Mecklenburg-Vorpommern 9,2 % eines Jahrgangs die Schule ohne Hauptschulabschluss, in Sachsen-Anhalt 9,6 %. Die geringste Quote weisen Niedersachsen mit 4,9 % und Hessen mit 5,1 % auf. Die bundesweite Quote ist seit 2010 deutlich gefallen, aber nach dem Minimum 2012 von 5,6 % wieder leicht angestiegen.

## International Standard Classification of Education
In der International Standard Classification of Education entspricht der Erste Schulabschluss dem Abschluss eines Bildungsprogramm der Stufe 2 (Sekundarbereich I).

## Deutscher Qualifikationsrahmen
Der erste Schulabschluss entspricht im Deutschen Qualifikationsrahmen dem Niveau 2.